# (8360) 1990 FD1
(8360) 1990 FD1 est un astéroïde de la ceinture principale découvert en 1990.

## Description
(8360) 1990 FD1 a été découvert le 26 mars 1990 à l'Observatoire astronomique Dynic, basé à Kyoto, au Japon, par Atsushi Sugie.

### Caractéristiques orbitales
L'orbite de cet astéroïde est caractérisée par un demi-grand axe de 2,65 UA, un périhélie de 2,33 UA, une excentricité de 0,12 et une inclinaison de 14,12° par rapport à l'écliptique. Du fait de ces caractéristiques, à savoir un demi-grand axe compris entre 2 et 3,2 UA et un périhélie supérieur à 1,666 UA, il est classé, selon la JPL Small-Body Database, comme objet de la ceinture principale.

### Caractéristiques physiques
(8360) 1990 FD1 a une magnitude absolue (H) de 12,3 et un albédo estimé à 0,188.